# 外星人
外星人（英語：extraterrestrial intelligence，簡稱ET），又稱宇宙人、異星人，是人類对地球以外的智慧生命或有生命的似人物體、生物、生命體的統稱。從古至今，人類對其他行星是否存在生命，以及外星人及其文明是什麼樣的，一直存在猜測、研究與探索。一些人將地球上難以用科學解釋的文明產物或不明飛行物，都歸責於外星人及其影響。
有些學術單位（其中較著名的包括哈佛大學、柏克萊加州大學和非營利組織SETI協會等）參與了搜尋地外文明計劃（SETI）。這些組織致力於用無線電望遠鏡等先進設備接收從宇宙中傳來的電磁波，從中分析有規律的信號，希望藉此發現外星生命。

## 研究
從古至今，人類對其他行星是否存在外星人，以及外星人及其文明是什麼樣的，一直存在猜測、想像、研究與探索。在各國史書中都有不少關於奇異人類的記載，現代人認為這是疑似外星人出沒的記錄。例如有人認為宋朝蘇東坡的《遊金山寺》“江心似有炬火明，飞焰照山栖鸟惊。怅然归卧心莫识，非鬼非人竟何物？”可能在描述UFO；清朝《子不語》中也有外星人和UFO的相關描述。近代麥田圈等現象也有說法認為與外星人有關。
現代社會對外星人和UFO的目擊報告更為不罕見。美國FBI於2011年4月所公開的解密手稿當中，關於羅斯威爾飛碟墜毀事件的紀錄等一批解密檔案，常被當作目前可能外星人存在的證據。
據美國哈佛大學首席天體物理學家霍華德·艾倫·史密斯博士的說法，人類很可能是整個宇宙中唯一的「人」。他也認為人類發現「外星人」的機率很小。即使發現有外星人的存在，也幾乎不大可能和他們發生任何接觸。中华人民共和国北京天文館館長朱進說：「外星人從沒有在地球現身過。在過去50年的搜尋中，天文學家並沒有發現任何外星人的線索」。也有一些專家認為幽浮是已人為地被包裝成新時代的迷信對象，很多人在不同的程度上和外星人有過接觸，其實都是心理作用。
雖然還未被證實，但英國著名物理學家史蒂芬·霍金曾幾度表示，在宇宙裡外星人是肯定存在的，還建議人類不要接觸外星人，其結果就會和當年哥倫布到達美洲大陸差不多。

### 支持外星人論的官方人物
曾有一些知名官方人物發表外星人論，其地位分量不同於民間愛好者故引起關注：
- 曾任加拿大國防部長和加拿大行動黨黨魁的保羅·赫勒是外星人強烈主張者，多次發表談話提及大國都在隱藏外星人已來到地球真相。[9]
- 俄羅斯總理梅德韦杰夫在一次2012年電視專訪時被問到外星人問題，突然表示「我回答第一次也是最後一次，俄羅斯總統會拿到的黑色手提包中有核彈密碼驗證提箱，但還有一份機密檔案夾，內有所有造訪過地球的外星人資料，由專門機構調查得知。同時我們有專門機構監看在地球的外星人，這種黑衣人組織確實存在。」[10][11]

### 支持外星人可能存在的理由
- 根據美國國家安全局的一份解密文件的研究指出，銀河系中至少有1億的行星可以具備孕育生命的條件，包括有適合的溫度及化學條件。[12][13][14]

### 美國政府被指控散播有關外星人的虛假資訊
美國全域異常現象解析辦公室調查發現，國防部多年涉嫌刻意散播有關UFO的虛假消息，甚至暪騙新入職的軍官，來掩飾軍方機密研發的軍事設施，甚至偽造UFO照片，令人們懷疑當地有UFO出沒。調查還發現，很多所謂UFO個案，大部分主角都只是氣球、雀鳥或無人機，機師聲稱看到的飄浮物，實際上是衛星反射陽光造成。調查還爆出，美國國防部曾向部分員工偽造與外星人有關的機密計劃，讓他們信以為真。

## 外星人種
人類社會中較常聽到，作為社會文化般存在的幾個稱呼，並未被科學界確定存在且尚未有任何證據支持的生物種族。

## 衍生文化

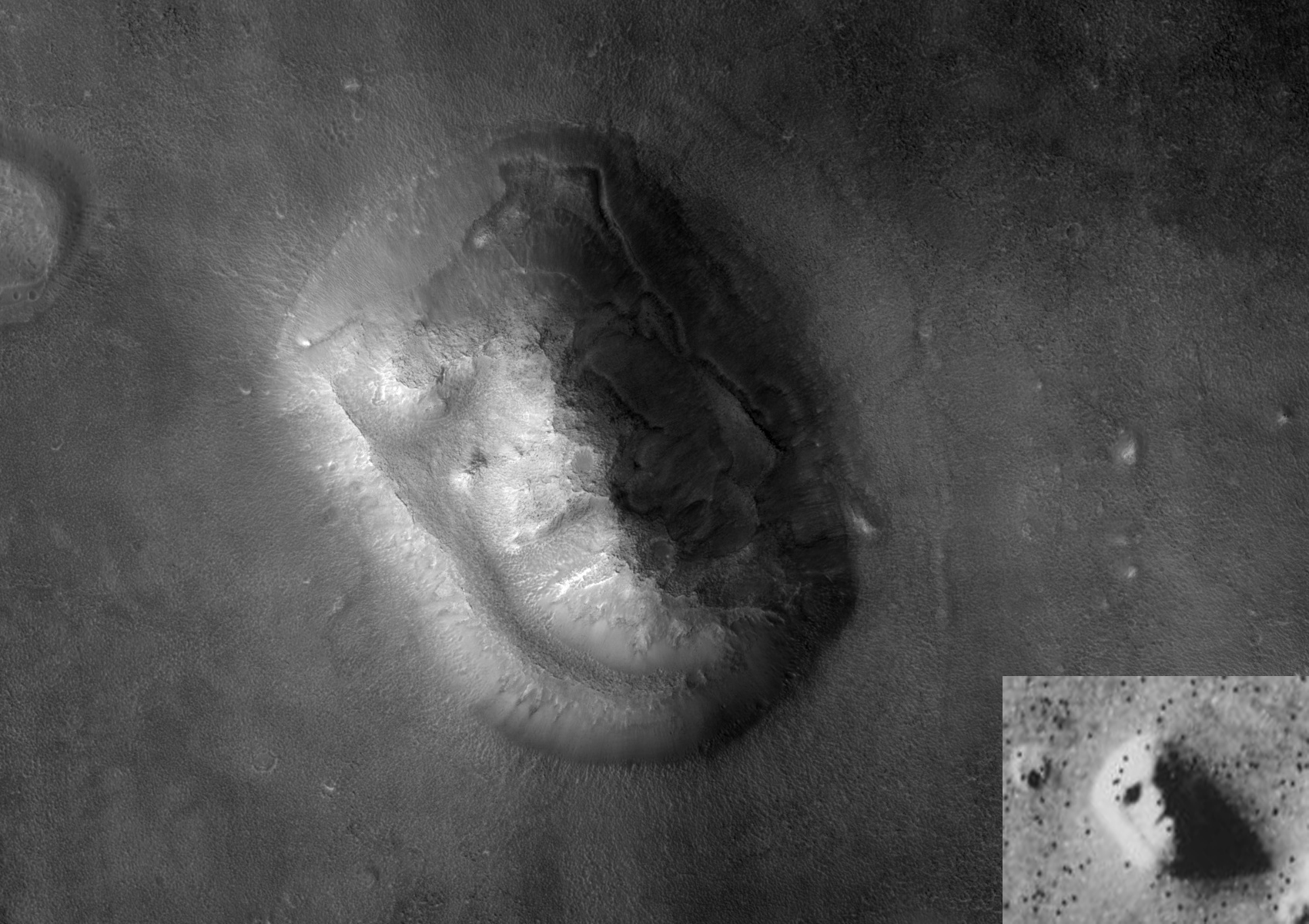
火星偵察軌道器的高解析度成像科學設備拍攝的高解析度“火星人臉”影像，右下角为海盜號拍摄的影像。

在文艺作品中，人類往往对外星人进行不同的分类，有些是根据其母星来分类，如火星人、等；有些是根据外形特征来分类，如爬蟲人、小灰人、小绿人等。
有些人宣稱遭到駕駛幽浮的外星人綁架，著名事件如1973年帕斯卡古拉事件及希爾夫婦被外星人綁架事件，但加州大学洛杉矶分校的研究人员的实验表明，许多外星人事件可能只是大脑潜意识作祟。而多数不明飞行物事件要么是人类制造的飞行机器或者航天器、廣為流傳的恶作剧，或不實、偽造、難以證明為真實的「證據」等，如「解剖外星人」的影片。

### “外星人”文化

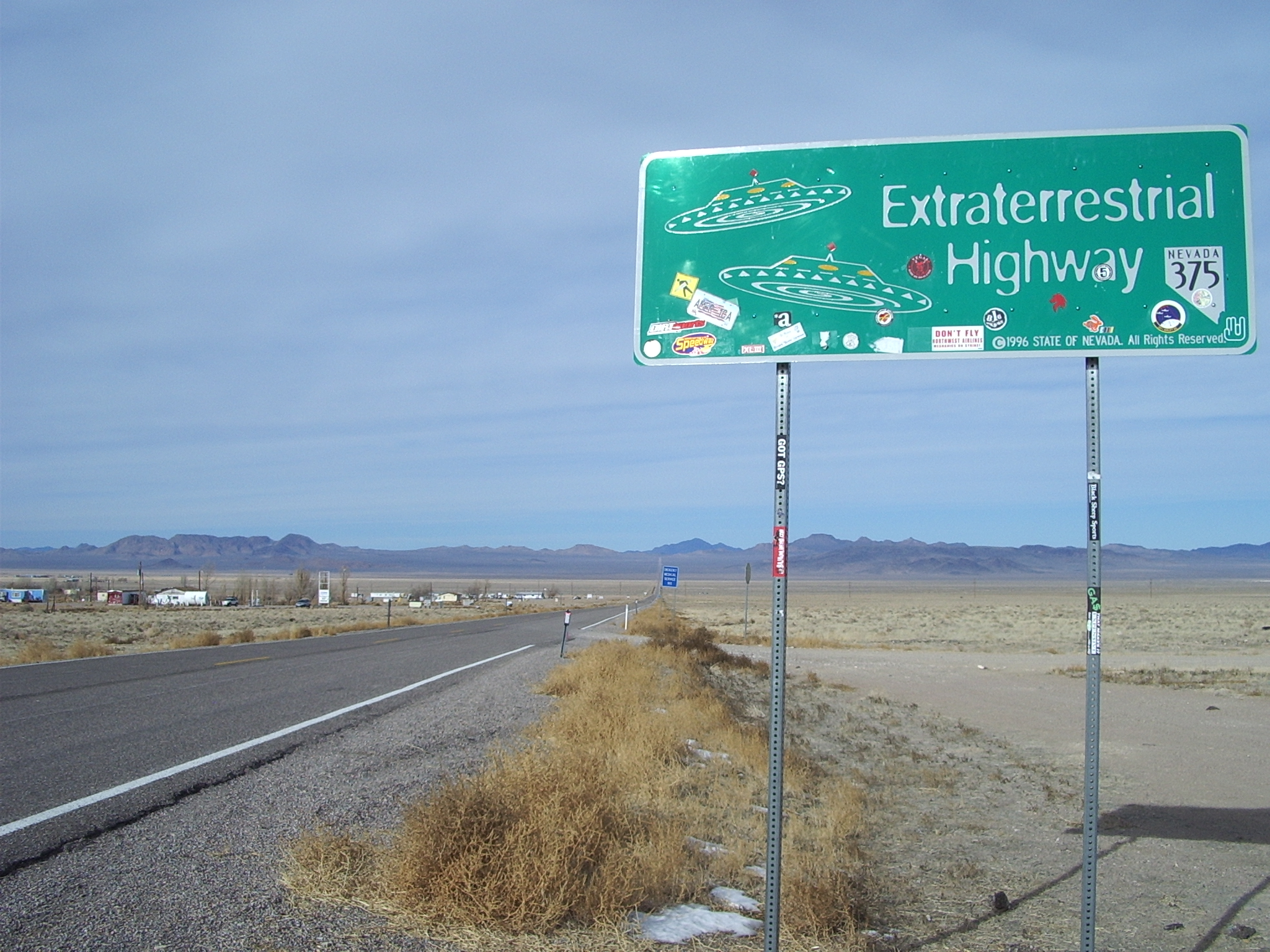
内华达375号州道旁的路牌，由于靠近51区而被称命名为“外星人公路”。

民众往往把一些科学难以解释的现象归咎为外星人的杰作，这甚至形成了一种“外星人”的文化，较为典型的是麦田圈现象。从20世纪70年代开始，英格兰的麦田圈开始大量被报道，到80年代末至90年代初，麦田圈现象已经在全世界广为人知。超外星人支持论者认为麦田圈是外星人飞行器造成的印记，或是外星人向人类传达的一些信息；但多数麦田圈可以被视为仅仅是一种恶作剧或者行为艺术。
其他天体上一些痕迹，因为幻想型错觉的缘故，常常被公众看作是外星生命的活动，如海盗1号在1976年摄得的火星塞东尼亚区的照片上，有一座形似人类面孔的山丘。这引起了相信外星生命的个人或团体的注意，有人相信这张“臉”与其他火星地表特征是火星已消失生命曾经存在的证据。天文学家卡尔·萨根在他的书《魔鬼出没的世界》中对这种观点予以了批评。类似的结构还有火星上的“笑脸”、“带王冠的脸”等等。
澳大利亚籍法国人米歇·戴斯马克特出版了一个本名为《海奥华预言》的书，并讲述了作者被外星人邀请到其星球做客的经历。

### 虚构作品

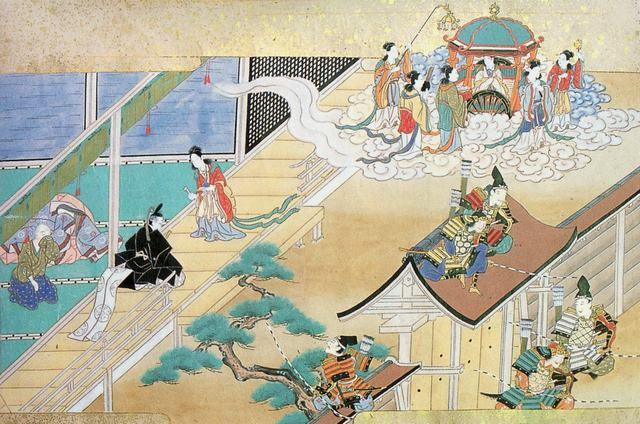
竹取物語裡的辉夜姬歸返月球(大约1650年)。

很多科幻或动漫作品将外星生命作为其基本的设定。例如：攻打地球的高科技侵略者（如《世界大战》、《独立日》、《星戰毀滅者》、《天際浩劫》、《世界異戰》、《環太平洋》等）；對未知恐懼的具象化（如《克蘇魯神話》、《異形》、《突變第三型》、《恐怖拜訪》等）；友善的访客（如《E.T.》、《第三類接觸》、《異星入境》等）；主動幫助人类或借助其力量对抗侵略者的英雄（如《超人》、《超人力霸王》、《七龍珠》、《變形金剛》、《Ben 10》、《美少女戰士》等）；被人类侵略或欺壓的受害者（如《阿凡達》、《第九禁區》等）；人類文明或人類本身的創始者（如《衛斯理系列》、《第五元素》、《強殖裝甲》、《星際之門》、《封神演義》、《普羅米修斯》等）等等。
除了简单的关系之外，有作品还夹杂多層面和世界觀去描寫，像是與人類發生武力衝突（如《宇宙戰艦大和號》、《超時空要塞》、《傳說巨神伊甸王》、《最後一戰》、《安德的遊戲》、《鋼彈00劇場版》等）；沒有明確現身，卻以隱喻方式表明的存在（如《超时空接触》、《X檔案》等）；遭到某個組織給隱瞞的神祕訪客（如《MIB星際戰警》等）；存在於整個世界觀的云云眾生（如《希靈帝國》、《星球大战》、《基地系列》、《哥普拉》、等）；表現出與人類共榮，實際早已控制地球政府的殖民主義者（如《勝利大決戰》、《銀魂》等）。
外星人影片的繁荣一般被认为是始于1951年美国电影导演霍华德·霍克斯的影片《来自另一个世界的东西》。这部影片被誉为“科幻电影的上乘之作”和“导致了50年代科幻电影繁荣的最有影响力的影片”，它描述了人形外星植物通过UFO降落地球北极并实施恐怖活动。随着二十世纪五十年代几部著名的外星人影片的出现，如1953年的《星际战争》、《它来自外空》，1955年的《孤立的地球》、1956年《绑架者入侵》，外星人确立了其在电影艺术中的位置；太空时代的到来更增加了电影的影响力以及其潜在的现实主义意义。

## 延伸閱讀
- Roth, Christopher F., "Ufology as Anthropology: Race, Extraterrestrials, and the Occult." In E.T. Culture: Anthropology in Outerspaces, ed. by Debbora Battaglia. Durham, N.C.: Duke University Press, 2005.
- Sagan, Carl. 1996. The Demon-Haunted World: Science as a Candle in the Dark: chapter 4: "Aliens"

## 参閲
- 薩根標準
- 陰謀論
- 新紀元運動
- 阿斯塔
- 解剖外星人
- 不明飞行物
- 耶洛因
- 外星生命
- 生命之花
- 喬治·亞當斯基
- 第三类接触
- 51区
- 羅斯維爾飛碟墜毀事件
- 美国總統令第12958號
- 不明潜水物
- 外星人绑架
- 麦田圈
- 雷爾運動
- 德雷克公式
- 百慕達三角
- 搜寻地外文明计划
- wow訊號
- SHGb02+14a无线电信号
- 外星生物創造論
- 華盛頓不明飛行物事件
- 朗拿度
- 菲尼克斯之光事件
- 海底人
- 地底人
- 宇宙怪兽